# Meunasah Weh
Meunasah Weh is een bestuurslaag in het regentschap Aceh Jaya van de provincie Atjeh, Indonesië. Meunasah Weh telt 864 inwoners (volkstelling 2010).